# 赖恩
赖恩（德語：Rain，發音：[ʁaɪn] ⓘ）是德国巴伐利亚州施瓦本行政区多瑙-里斯县的城市，面积77.13平方千米，2023年12月31日人口为9,472人。